# Enlace intercomunitario del noroeste de Dijon
El Enlace intercomunitario del noroeste de Dijon, o LINO (Liaison Intercommunale Nord-Ouest) de Dijon, es una autopista que forma parte de la circunvalación de Dijon. Conecta el noroeste y el noreste del área metropolitana de Dijon en su propio sitio entre la autopista A-38 y la circunvalación este (Nacional 274). Estos dos ejes terminaron en callejón sin salida desde 2006. La puesta en servicio del LINO en 2014 puso fin a esta situación asegurando la continuidad de la red nacional. El LINO estaba lógicamente integrado en la Nacional 274.

## Presentación
Desde los primeros estudios en la década de 1960, este proyecto ha tardado mucho en materializarse. Además de las limitaciones técnicas y financieras tradicionales de un proyecto completamente ubicado en un entorno urbano y periurbano, la ruta está pegada a la ciudad y solo se construye con 2 carriles desiguales en la primera fase a pesar del tráfico sustancial esperado.
Sin embargo, los beneficios que aporta este eje son muy numerosos: tanto a nivel local para los enlaces entre distritos como a nivel nacional e internacional, ya que la nueva carretera constituye un atajo para los enlaces entre París y el departamento de Jura. Sin urbanización, 25 000 vehículos al día en los bulevares que rodean Dijon desde el norte, que durante décadas paralizaban el tráfico durante las horas en punto y afectaban negativamente a la seguridad vial.
La primera fase de la operación consistía en un desarrollo de carril de 2 x 1 de 6,5 km con una ventana de paso de aproximadamente 2 km. La infraestructura se encuentra en los municipios de Dijon, Ahuy, Fontaine-lès-Dijon, Daix, Talant y Plombières-lès-Dijon. 15 obras de arte bordean el recorrido, en particular el túnel de Talant (600 m) y la trinchera cubierta de Daix (300 m). 
Mapa de ubicación del Enlace intercomunitario del noroeste de Dijon (LINO):

## Historia
El camino permaneció en la red vial nacional durante el gran movimiento de transferencia de caminos nacionales de interés local en beneficio de los departamentos por ley n°2004-809 del 13 de agosto de 2004 y su decreto de implementación de diciembre de 2005, en la ruta de interés nacional que une la autopista A6 con la autopista A31 a través de Dijon.